# Varese Ligure
Varese Ligure (im Ligurischen: Vaeise) ist eine italienische Gemeinde mit 1761 Einwohnern (Stand 31. Dezember 2023) in der Provinz La Spezia in Ligurien.

## Geographie
Varese Ligure ist die nördlichste Gemeinde der Provinz La Spezia und grenzt mit seinem Territorium sowohl an die Metropolitanstadt Genua wie auch an die Provinz Parma (Emilia-Romagna).
Die Gemeinde gehört zu der Comunità Montana dell’Alta Val di Vara.
Im Jahr 2006 wurde Varese Ligure die Bandiera Arancione des Touring Club Italiano verliehen, welche die Gemeinde als besonders sehenswertes und ökologisches Dorf auszeichnet. Varese Ligure ist auch ist Mitglied der Vereinigung I borghi più belli d’Italia (Die schönsten Orte Italiens). 